# Židovský hřbitov ve Volarech
Židovský hřbitov se nachází ve Volarech v okrese Prachatice v Jihočeském kraji od roku 1945, kdy byl založen. V roce 1963 byl hřbitov vyhlášen kulturní památkou.

## Historie a popis
Areál hřbitova se nachází v těsném sousedství hřbitova městského v ulici Zlatá stoka v severovýchodní části města. Je obklopen kamennou ohradní zdí a je volně přístupný. Náhrobky, jež jsou rozmístěny v pravidelných řadách, jsou z bílé žuly. V minulosti byly opatřeny plechovými jmenovkami, nápisy však později byly do náhrobních kamenů vytesány. V letech 1989-90 byl areál rekonstruován.
Na hřbitově bylo pohřbeno 95 polských a maďarských žen židovského původu, které zemřely nebo byly zavražděny po 29 dnů a 700 kilometrů dlouhém pochodu smrti z Polska přes tábor v Helmbrechtsu. Z těchto devíti desítek žen, které 11. května 1945 nalezli američtí vojáci v masovém hrobě, zemřelo 22 židovských dívek na podvýživu, ostatní byly nacisty zastřeleny. Němci pak byli donuceni těla exhumovat, aby mohla být řádně pohřbena, a pohřbu se museli zúčastnit němečtí civilisté. Padesát dvě ženy, kterým se útrapy na podařilo přežít, měly průměrnou váhu pouhých 82 liber, tedy 37 kilogramů.

## Pomníky a nápisy
Dne 9. května 1956 byl odhalen památník s nápisem „Věčné památce obětem nacizmu – účastníkům pochodu smrti 1945“. Roku 1962 byl hřbitov terasovitě upraven a kolem bylo postaveno oplocení. Roku 1974 byla na vyvýšeném místě před hřbitovem odhalena plastika Torzo ženy od akademického sochaře Vojtěcha Paříka a památník z roku 1956 byl odstraněn. Pamětní desky a jejich text byly v průběhu času několikrát upravovány, nynější jednotné náhrobky jsou z let 1989–1990 kdy byl areál hřbitova nově architektonicky upraven podle návrhu architekta Vojtěcha Štorma z Českých Budějovic. Roku 1995 byla umístěna nová pamětní deska uvádějící počet žen, na předcházejích pamětních deskách nebyl vůbec zmíněn jejich židovský původ, ale bylo pouze vyjmenováno pět národností.
Na pomníku u vchodu je ve čtyřech jazycích (česky, polsky, německy a maďarsky) vyveden nápis: „ZDE JE POHŘBENO 95 ŽEN ŽIDOVSKÉHO PŮVODU, KTERÉ BYLY NA POCHODU SMRTI V KVĚTNU 1945 V OKOLÍ MĚSTA UMUČENY NACISTY“.
Na pomníku uvnitř hřbitova je nápis: „JE VÁM TO LHOSTEJNÉ, VY VŠICHNI, KTEŘÍ JDETE KOLEM? POHLEĎTE A VIZTE, MÁ-LI NĚKDO TAKOVOU BOLEST, JAKÁ BYLA ZPŮSOBENA MNĚ. (Nář.1,12)“
Na náhrobcích jsou tato jména: Neznámá, Maja Brat, Márta Surányi, Margit Davidovics, Rózsa Ungvár, Sára Letkovics, Éva Pauhner, Golda Nucher, Zuzana Baumgartner, Emma Schönberger, Olga Grünstein, Ivana Kirkowitz, Maria Friedmann, Ilona Weiss, Ibolya Weiss, Sonnenschein, Ilse Kornhauser, Neznámá, Zita Kleinmann, Liesel Steppe, Else Gelb, Sonja Sonnenschein, Neznámá, Rózsa Vidor, Sonia Federmann, Györgyi Kótai, Lenke Schwarz, Maria Weintraub, Mala Waldner, Neznámá, Hanna Borenstein, Neznámá, Gisela Aronowitsch, Nadia Rippstein, Hanna Volnermann, Zofia Dafner, Marta Weinberger, René Ábrahám, Dora Ebbe, Neznámá, Paula Feiner, Sára Kleinmann, Regina Feifpopf, Federmann, Lili Pauhner, Rózsa Ábrahám, Paula Hasburg, Mathilde Wassermann, Zsuzsanna Ringler, Eteka Steuer, Anikó Frankfurter, Ilona Markovits, Rózsa Altmann, Magda Virág, Margot Deutsch, Sára Prentsa, Eva Auslander, Liba Stein, Kotan Hermann, Berta Kremer, Lilly Gelb, Emma Pahner, Kapetz, Ilona Pásztor, Gita Ehrenfried, Ivana Weinstock, Rózsa Frank, Amalia Langer, Halena Spiegelman, ObrazekNeznámá, Etelka Jakobowitz, Lili Rosenberg, Fella Schepp - Chvíle svobody bude pro mně hořkým odletem, Vera Gerhard Feb. 11. 1929 - May. 8. 1945, Tilly Tiberger, Sára Dávidovics, Manja Pariser, Neznámá, Zsuzsanna Weiss, Neznámá, Erzsébet Partos, Ilsa Tiras, Maina Waldner, Neznámá, Edith Kleinmann, Zsuzsanna Eckstein, Ilze Kleinzähler, Suse Kunz, Rózsa Rosenblatt, Rozsa Smilovics, Malvin Ádler, Éva Goldstein, Tiras Tuska, Frida Lebovics, Hanna Tsivia, Grigorij Onopščenko + 1944 (v azbuce). Na zídce za vrátky je jméno patřící jednomu z deseti náhrobků s nápisem Neznámá – Mirl Waksman 1915 - 1945.
Grigorij Onopščenko byl ruský dělník, který sloužil u sedláka v Českých Žlebech a při útěku do ruského zajateckého tábora byl v roce 1944 poblíž obce Dobrá postřelen.

## Fotogalerie

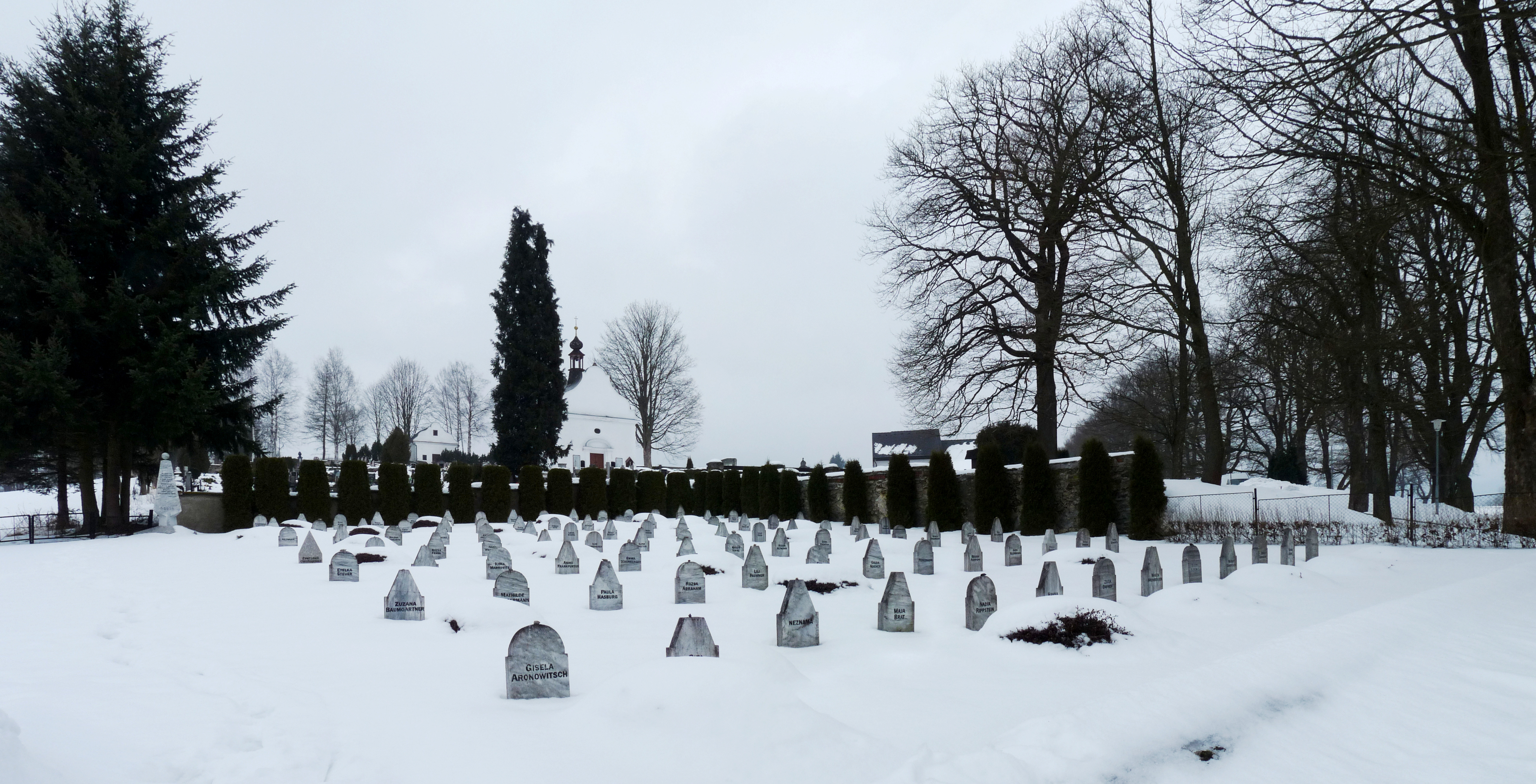
Pohled na hřbitov v zimě
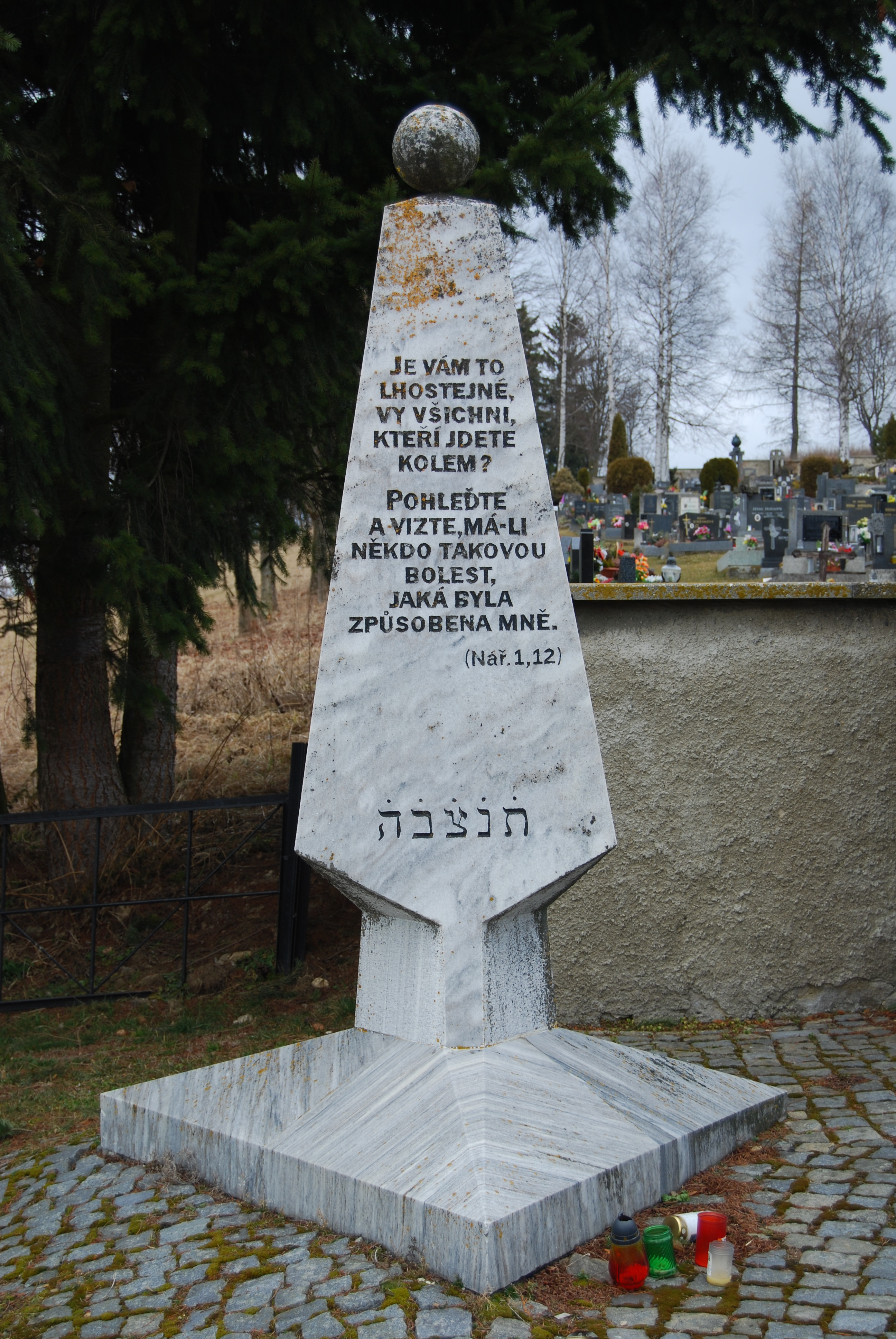
Pietní památník
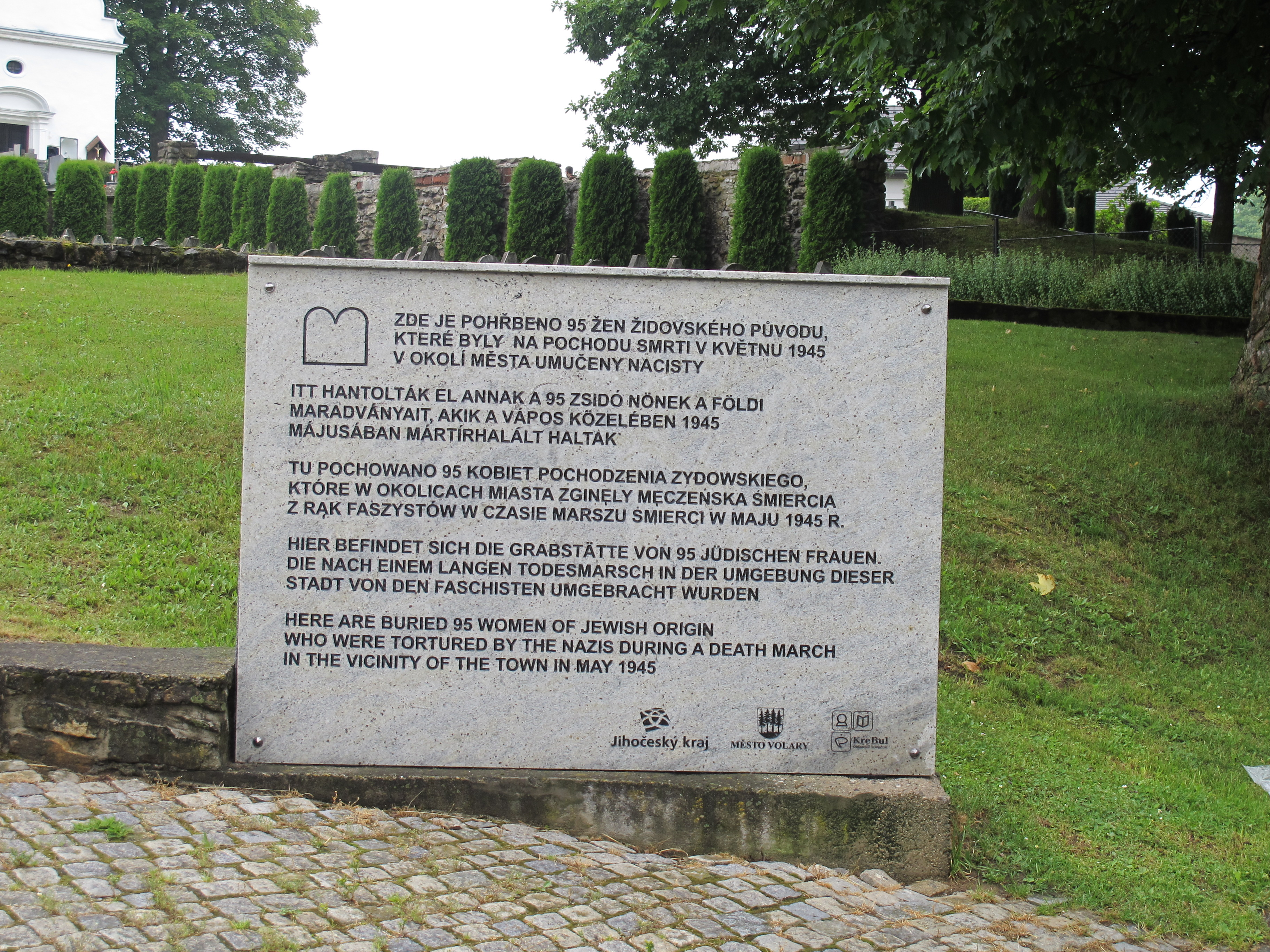
Informační deska o obětech pochodu smrti
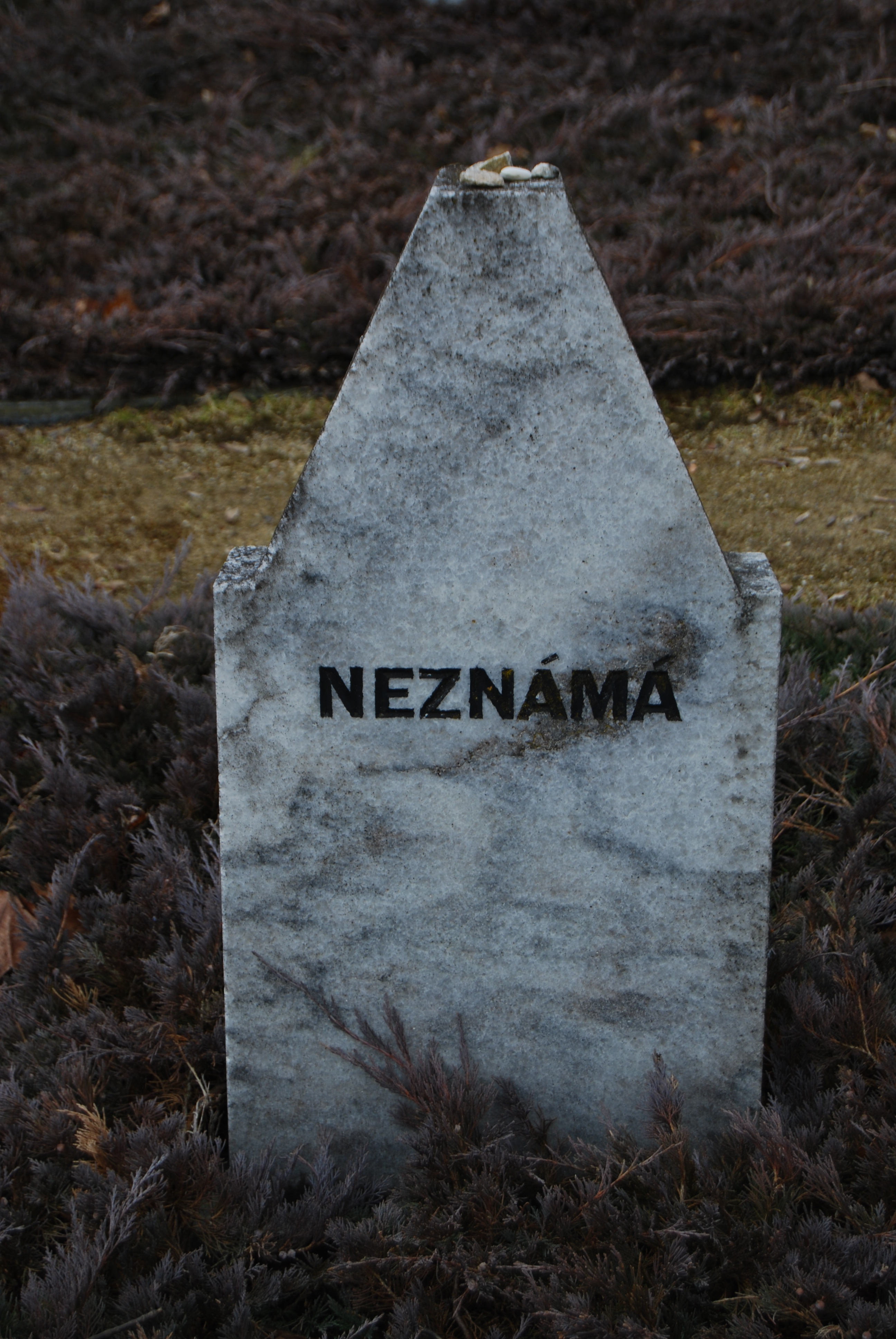
Hrob neznámé oběti